# Президентские выборы в Нигере (2011)
Президентские выборы 2011 года в Нигере прошли в два тура. Первый тур состоялся 31 января, второй — 12 марта. Выборы назначены после свержения президента Танджа Мамаду в ходе военного переворота. Инаугурация президента назначена на 6 апреля.

## Первый тур
По результатам первого тура двое кандидатов: Махамаду Иссуфу и Сейни Умару прошли во второй тур.

## Второй тур
Во втором туре победил Махамаду Иссуфу, став новым президентом Нигера.

## Результаты
| Кандидат                | Партия                                                               | Первый тур | Первый тур | Второй тур | Второй тур |
| Кандидат                | Партия                                                               | Голосов    | %          | Голосов    | %          |
| ----------------------- | -------------------------------------------------------------------- | ---------- | ---------- | ---------- | ---------- |
| Махамаду Иссуфу         | Партия за демократию и социализм Нигера — Тарайя                     | 1 217 527  | 36,06      | 1 820 639  | 57,95      |
| Сейни Умару             | Национальное движение за общество развития — Нассара                 | 784 618    | 23,24      | 1 321 248  | 42,05      |
| Хама Амаду              | Нигерское демократическое движение за африканскую федерацию — Люмана | 669 153    | 19,82      |            |            |
| Махаман Усман           | Демократическая и социальная конвенция — Рахама                      | 284 188    | 8,42       |            |            |
| Амаду Сеифу             | Социал-демократическое объединение — Гаскийя                         | 137 501    | 4,07       |            |            |
| Мумуни Адаму Джермакойе | Нигерский альянс за демократию и прогресс — Заман Лахийя             | 133 222    | 3,95       |            |            |
| Усман Иссуфу Убандаваки | Альянс за демократическое обновление — Адалчи-Мутунчи                | 65 077     | 1,93       |            |            |
| Амаду Сиссе             | Союз за демократию и республику — Таббат                             | 54 218     | 1,61       |            |            |
| Абдулла Амаду Траури    | Беспартийный                                                         | 18 116     | 0,54       |            |            |
| Байярд Марьяма Гаматье  | Беспартийный                                                         | 12 991     | 0,38       |            |            |

По результатам выборов Махамаду Иссуфу стал новым президентом Нигера.